# Mordysz
Mordysz (ros. Мордыш) – wieś (sieło) w Rosji, w obwodzie włodzimierskim, w rejonie suzdalskim. W 2010 liczyła 545 mieszkańców.